# Kamuthi
Kamuthi är en ort i Indien.   Den ligger i distriktet Rāmanāthapuram och delstaten Tamil Nadu, i den södra delen av landet, 2 100 km söder om huvudstaden New Delhi. Kamuthi ligger 33 meter över havet och antalet invånare är 13 342.
Terrängen runt Kamuthi är mycket platt. Runt Kamuthi är det ganska tätbefolkat, med 199 invånare per kvadratkilometer. Närmaste större samhälle är Mudukulattūr, 17,0 km öster om Kamuthi. Trakten runt Kamuthi består till största delen av jordbruksmark.